# Atletism la Jocurile Olimpice de vară din 2016 - Săritura cu prăjina (masculin)
Proba masculină de săritura cu prăjina de la Jocurile Olimpice de vară din 2016 a avut loc în perioada 13–15 august la Stadionul Olimpic.

## Formatul competiției
Competiția a avut două etape: una de calificare și finala. În calificări, fiecare atlet a avut dreptul la trei sărituri pentru fiecare înălțime și era eliminat dacă rata să treacă peste oricare dintre înălțimi. Atleții care au trecut peste baremul de calificare s-au calificat direct în finală. Dacă se calificau mai puțin de 12 atleți, tabelul finalei se completa până se ajungea la 12. Pentru finală fiecare atlet a avut dreptul la trei sărituri până când nu mai puteau efectua nici o săritură. 

## Recorduri
Înaintea acestei competiții, recordurile mondiale și olimpice erau următoarele:
| Record           | Atlet                   | Rezultat | Loc                    | Data              |
| ---------------- | ----------------------- | -------- | ---------------------- | ----------------- |
| Recordul mondial | Renaud Lavillenie (FRA) | 6.16 m   | Donețk, Ucraina        | 15 februarie 2014 |
| Recordul olimpic | Renaud Lavillenie (FRA) | 5.97 m   | Londra, Marea Britanie | 10 august 2012    |

## Rezultate

### Calificări
Baremul de calificare: 5,75 m (C) sau printre primii 12 săritori (c)
| Loc | Grupa | Nume                      | Țară                       | 5.30 | 5.45 | 5.60 | 5.70 | Rezultat      | Note      |
| --- | ----- | ------------------------- | -------------------------- | ---- | ---- | ---- | ---- | ------------- | --------- |
| 1   | A     | Sam Kendricks             | Statele Unite ale Americii | o    | o    | o    | o    | 5.70          | (c)       |
| 2   | B     | Konstadinos Filippidis    | Grecia                     | o    | o    | xo   | o    | 5.70          | (c)       |
| 3   | B     | Thiago Braz da Silva      | Brazilia                   | –    | xx–  | o    | o    | 5.70          | (c)       |
| 4   | A     | Renaud Lavillenie         | Franța                     | –    | –    | –    | xo   | 5.70          | (c)       |
| 4   | A     | Xue Changrui              | China                      | –    | o    | o    | xo   | 5.70          | (c)       |
| 6   | A     | Piotr Lisek               | Polonia                    | –    | o    | xo   | xo   | 5.70          | (c)       |
| 7   | B     | Shawnacy Barber           | Canada                     | –    | xxo  | o    | xo   | 5.70          | (c)       |
| 7   | A     | Germán Chiaraviglio       | Argentina                  | o    | o    | xxo  | xo   | 5.70          | (c), (SB) |
| 7   | A     | Jan Kudlička              | Cehia                      | o    | o    | xxo  | xo   | 5.70          | (c)       |
| 10  | B     | Michal Balner             | Cehia                      | o    | o    | o    | xxx  | 5.60          | (c)       |
| 10  | A     | Pauls Pujāts              | Letonia                    | o    | o    | o    | xxx  | 5.60          | (c)       |
| 10  | A     | Daichi Sawano             | Japonia                    | –    | o    | o    | xxx  | 5.60          | (c)       |
| 13  | A     | Robert Sobera             | Polonia                    | o    | x    | o    | xxx  | 5.60          |           |
| 14  | B     | Yao Jie                   | China                      | –    | xo   | xo   | xxx  | 5.60          |           |
| 15  | A     | Kurtis Marschall          | Australia                  | o    | o    | xxo  | xxx  | 5.60          |           |
| 16  | B     | Mareks Ārents             | Letonia                    | o    | o    | xxx  |      | 5.45          |           |
| 16  | B     | Huang Bokai               | China                      | o    | o    | xxx  |      | 5.45          |           |
| 16  | B     | Stanley Joseph            | Franța                     | o    | o    | xxx  |      | 5.45          |           |
| 16  | B     | Kévin Menaldo             | Franța                     | –    | o    | xr   |      | 5.45          |           |
| 16  | B     | Paweł Wojciechowski       | Polonia                    | o    | o    | xxx  |      | 5.45          |           |
| 21  | A     | Hiroki Ogita              | Japonia                    | xo   | o    | xxx  |      | 5.45          |           |
| 22  | A     | Luke Cutts                | Marea Britanie             | o    | xo   | xxx  |      | 5.45          |           |
| 22  | A     | Augusto Dutra de Oliveira | Brazilia                   | o    | xo   | xxx  |      | 5.45          |           |
| 22  | B     | Robert Renner             | Slovenia                   | o    | xo   | xxx  |      | 5.45          |           |
| 25  | A     | Tobias Scherbarth         | Germania                   | xo   | xo   | xxx  |      | 5.45          |           |
| 26  | A     | Raphael Holzdeppe         | Germania                   | –    | xxo  | xxx  |      | 5.45          |           |
| 27  | B     | Ivan Horvat               | Croația                    | o    | xxx  |      |      | 5.30          |           |
| 28  | B     | Logan Cunningham          | Statele Unite ale Americii | xxo  | xxx  |      |      | 5.30          |           |
| 28  | B     | Karsten Dilla             | Germania                   | xxo  | xxx  |      |      | 5.30          |           |
| 28  | B     | Cale Simmons              | Statele Unite ale Americii | xxo  | xxx  |      |      | 5.30          |           |
| –   | B     | Seito Yamamoto            | Japonia                    | –    | xxx  |      |      | fără rezultat |           |
| –   | A     | Melker Svärd Jacobsson    | Suedia                     | N/A  | N/A  | N/A  | N/A  | (DNS)         |           |

### Finala
| Loc | Nume                   | Țară                       | 5.50 | 5.65 | 5.75 | 5.85 | 5.93 | 5.98 | 6.03 | 6.08 | Rezultat      | Note       |
| --- | ---------------------- | -------------------------- | ---- | ---- | ---- | ---- | ---- | ---- | ---- | ---- | ------------- | ---------- |
| 1   | Thiago Braz da Silva   | Brazilia                   | –    | o    | xo   | o    | xo   | –    | xo   |      | 6.03          | (RO), (SA) |
| 2   | Renaud Lavillenie      | Franța                     | –    | –    | o    | o    | o    | o    | xx–  | x    | 5.98          |            |
| 3   | Sam Kendricks          | Statele Unite ale Americii | o    | xo   | x–   | o    | xxx  |      |      |      | 5.85          |            |
| 4   | Jan Kudlička           | Cehia                      | o    | o    | o    | x–   | xx   |      |      |      | 5.75          |            |
| 4   | Piotr Lisek            | Polonia                    | o    | o    | o    | x–   | xx   |      |      |      | 5.75          |            |
| 6   | Xue Changrui           | China                      | xxo  | xxo  | xx–  | x    |      |      |      |      | 5.65          |            |
| 7   | Michal Balner          | Cehia                      | o    | xxx  |      |      |      |      |      |      | 5.50          |            |
| 7   | Konstadinos Filippidis | Grecia                     | o    | xxx  |      |      |      |      |      |      | 5.50          |            |
| 7   | Daichi Sawano          | Japonia                    | o    | xxx  |      |      |      |      |      |      | 5.50          |            |
| 10  | Shawnacy Barber        | Canada                     | xo   | xxx  |      |      |      |      |      |      | 5.50          |            |
| 11  | Germán Chiaraviglio    | Argentina                  | xxo  | xxx  |      |      |      |      |      |      | 5.50          |            |
| –   | Pauls Pujāts           | Letonia                    | xxx  |      |      |      |      |      |      |      | fără rezultat |            |

## Legendă
RA Record african | AM Record american | AS Record asiatic | RE Record european | OCRecord oceanic | RO Record olimpic | RM Record mondial | RN Record național | SA Record sud-american | RC Record al competiției | DNF Nu a terminat | DNS Nu a luat startul | DS Descalificare | EL Cea mai bună performanță europeană a anului | PB Record personal | SB Cea mai bună performanță a sezonului | WL Cea mai bună performanță mondială a anului